# 君と描いた絵
『君と描いた絵』は、1980年12月1日にリリースされた中村雅俊の2枚目のベスト・アルバム。

## 解説
「ふれあい」（1974年）、「いつか街で会ったなら」・「俺たちの旅」（1975年）などの中村の代表曲・大ヒット曲が多数収録されている。
CD化はされていない。

## 収録曲

### SIDE 1
1. マーマレードの朝（3分40秒）
  - 作詞・作曲:桑田佳祐／編曲:新田一郎
  - 角川春樹事務所,東映提携作品・東映配給映画「ニッポン警視庁の恥といわれた二人 刑事珍道中」主題歌
2. 野生のリサ（5分10分）
  - 作詞:山川啓介／作曲:中村雅俊／編曲:木森敏之
3. 時代遅れの恋人たち（4分12秒）
  - 作詞:山川啓介／作曲:筒美京平／編曲:松任谷正隆
  - NTV系ドラマ「ゆうひが丘の総理大臣」主題歌
  - アルバム「Shy Guy Masatoshi」バージョンで収録
4. 海を抱きしめて（3分30秒）
  - 作詞:山川啓介／作曲:筒美京平／編曲:松任谷正隆
  - NTV系ドラマ「ゆうひが丘の総理大臣」エンディング
  - アルバム「Shy Guy Masatoshi」バージョンで収録
5. 青春試考（3分27秒）
  - 作詞:松本隆／作曲:吉田拓郎／編曲:馬飼野康二
  - NTV系「青春ド真中!」主題歌
6. 激しさは愛（4分22秒）
  - 作詞・作曲:円広志／編曲:瀬尾一三
  - フジテレビ系「われら行動派!」主題歌

### SIDE 2
1. いつか街で会ったなら（2分53秒）
  - 作詞:喜多条忠／作曲:吉田拓郎／編曲:チト河内
  - NTV系「俺たちの勲章」挿入歌
2. 俺たちの旅（4分07秒）
  - 作詞・作曲:小椋佳／編曲:チト河内
  - NTV系「俺たちの旅」主題歌
3. 酒と泪と男と女（4分22秒）
  - 作詞・作曲:河島英五／編曲:井上鑑・荒木一郎
  - NTV系ドラマ「俺たちの祭」挿入歌
  - 河島英五の同名曲のカバー
  - アルバム「辛子色のアルバム」収録
4. 辛子色の季節（4分27秒）
  - 作詞・作曲:荒木一郎／編曲:井上鑑・荒木一郎
  - アルバム「辛子色のアルバム」収録
5. あゝ青春（4分04秒）
  - 作詞:松本隆／作曲:吉田拓郎／編曲:チト河内
  - NTV系「俺たちの勲章」テーマ曲を、トランザムが歌詞付きでレコード化したものをカバー
6. ふれあい（3分28秒）
  - 作詞:山川啓介／作曲:いずみたく／編曲:大柿隆
  - 日本テレビ系ドラマ『われら青春!』の挿入歌

## 発売履歴
| 発売日        | 規格 | 規格品番 | 備考 |
| ------------- | ---- | -------- | ---- |
| 1980年12月1日 | LP   | AF-7022  |      |